# Linda Indergand
Linda Indergand (Altdorf, 13 de julio de 1993) es una deportista suiza que compite en ciclismo en las modalidades de montaña, en la disciplina de campo a través, y de ruta.
Participó en dos Juegos Olímpicos de Verano, obteniendo una medalla de bronce en Tokio 2020 y el octavo lugar en Río de Janeiro 2016.
Ganó cinco medallas en el Campeonato Mundial de Ciclismo de Montaña entre los años 2013 y 2023, y cinco medallas en el Campeonato Europeo de Ciclismo de Montaña, entre los años 2014 y 2025.

## Medallero internacional
| Juegos Olímpicos   | Juegos Olímpicos              | Juegos Olímpicos  | Juegos Olímpicos           |
| Año                | Lugar                         | Medalla           | Competición                |
| ------------------ | ----------------------------- | ----------------- | -------------------------- |
| 2020               | Tokio (Japón)                 | Medalla de bronce | Campo a través             |
| Campeonato Mundial |                               |                   |                            |
| Año                | Lugar                         | Medalla           | Competición                |
| 2013               | Pietermaritzburg (Sudáfrica)  | Medalla de bronce | Eliminación                |
| 2014               | Hafjell/Lillehammer (Noruega) | Medalla de plata  | Eliminación                |
| 2015               | Vallnord (Andorra)            | Medalla de oro    | Eliminación                |
| 2016               | Nové Město (República Checa)  | Medalla de oro    | Eliminación                |
| 2023               | Glasgow (Reino Unido)         | Medalla de oro    | Campo a través por relevos |
| Campeonato Europeo |                               |                   |                            |
| Año                | Lugar                         | Medalla           | Competición                |
| 2014               | St. Wendel (Alemania)         | Medalla de plata  | Eliminación                |
| 2017               | Darfo Boario (Italia)         | Medalla de oro    | Campo a través por relevos |
| 2017               | Darfo Boario (Italia)         | Medalla de plata  | Campo a través             |
| 2020               | Monteceneri (Suiza)           | Medalla de plata  | Eliminación                |
| 2025               | Melgaço (Portugal)            | Medalla de bronce | Campo a través corto       |

## Palmarés
2014
- Campeonato de Suiza Contrarreloj
- 2.ª en el Campeonato de Suiza en Ruta

2020
- 2.ª en el Campeonato de Suiza en Ruta